# 干拓堤防
干拓堤防（かんたくていぼう）とは、干拓において陸にしたい範囲を囲むように作る堤防のこと。これによって水域を仕切り、内部に残る水を排水して干拓する。このため、干拓堤防は非常に強固に作られる。またこの堤防の随所には水門が設けられる。